# Gardenia nitida
Espèce
Synonymes
- Gardenia assimilis Afzel. ex Hiern[1]
- Gardenia fragrantissima Hutch.[1]
- Gardenia lanepoolei Hutch. & Dalziel[1]

Gardenia nitida Hook. est une espèce de plantes de la famille des Rubiaceae et du genre Gardénia, présente en Afrique tropicale.